# Liste der Baudenkmale in Groß Twülpstedt
In der Liste der Baudenkmale in Groß Twülpstedt sind die Baudenkmale der niedersächsischen Gemeinde Groß Twülpstedt aufgelistet. Der Stand der Liste ist der 17. Januar 2021. Die Quelle der Baudenkmale ist der Denkmalatlas Niedersachsen.

## Allgemein
In den Spalten befinden sich folgende Informationen:
- Lage: die Adresse des Baudenkmales und die geographischen Koordinaten. Kartenansicht, um Koordinaten zu setzen. In der Kartenansicht sind Baudenkmale ohne Koordinaten mit einem roten Marker dargestellt und können in der Karte gesetzt werden. Baudenkmale ohne Bild sind mit einem blauen Marker gekennzeichnet, Baudenkmale mit Bild mit einem grünen Marker.
- Bezeichnung: Bezeichnung des Baudenkmales
- Beschreibung: die Beschreibung des Baudenkmales. Unter § 3 Abs. 2 NDSchG werden Einzeldenkmale und unter § 3 Abs. 3 NDSchG Gruppen baulicher Anlagen und deren Bestandteile ausgewiesen.
- ID: die Objekt-ID des Baudenkmales
- Bild: ein Bild des Baudenkmales, ggf. zusätzlich mit einem Link zu weiteren Fotos des Baudenkmals im Medienarchiv Wikimedia Commons. Wenn man auf das Kamerasymbol klickt, können Fotos zu Baudenkmalen aus dieser Liste hochgeladen werden:

## Groß Sisbeck

### Gruppe: Gut Gr. Sisbeck
Die Gruppe hat die ID 32628246. Gutsanlage mit baulichen Anlagen des 18.–19. Jh., Baumbestand sowie einem hinter dem Gutshof liegendem Park.

| Lage                                   | Bezeichnung    | Beschreibung | ID       | Bild |
| -------------------------------------- | -------------- | --- | -------- | ---- |
| Sesbeke 5 52° 21′ 31″ N, 10° 55′ 23″ O | Scheune        | Langgestreckter, abgewinkelter und eingeschossiger Fachwerkbau auf niveauausgleichendem Sandsteinsockel unter Satteldach in Krempziegeldeckung. Hofseitig zahlreiche Ladeerker und Wirtschaftsöffnungen, Fachwerkgefüge mit Ziegelsichtausfachung. Straßenseitig Ziegelmauerwerk mit Holzbohlenverkleidung mit Zierschnitt im Traufbereich.                                                                                   | 32643535 | BW   |
| Sesbeke 5 52° 21′ 31″ N, 10° 55′ 23″ O | Hofpflasterung | Historisches Hofpflaster in Form einer teils Kopf- und teils Feldsteinpflasterung. | 32690746 | BW   |
| Sesbeke 5 52° 21′ 31″ N, 10° 55′ 25″ O | Wohnhaus       | Länglicher, zweigeschossiger Fachwerkbau mit Ziegelausfachung auf niveauausgleichendem Sandsteinsockel unter Halbwalmdach in Ziegelpfannendeckung. Fassade vollständig mit Schiefer in altdeutscher Deckung verkleidet. Zur nordwestlichen Seite ein außermittiger Zugang, Fenster unregelmäßig verteilt und größtenteils mit Klappläden bestückt. Zur südöstlichen Seite ein hofseitiger Zugang hinter vorgelagerter Treppe. | 32643511 | BW   |
| Sesbeke 5 52° 21′ 31″ N, 10° 55′ 26″ O | Taubenturm     | Mehrgeschossiger Turm als westlicher Kopfbau der Scheune. Sandsteinquadermauerwerk mit Segmentbogeneingang und gekuppelten Lichtfenstern im Turmschaft. Oberstes Turmgeschoss in Zierfachwerk, mit auf Konsolen risalitartig vorkragenden Mittelstücken, von Satteldächern mit Freigespärre und Zierspitzen überdacht, oberer Abschluss mit Knickhelm mit Doppelspitze.                                                       | 32643555 |      |
| Sesbeke 5 52° 21′ 30″ N, 10° 55′ 22″ O | Einfriedung    | Straßenseitige Einfriedung mit einer repräsentativen Hofeinfahrt, einer rund verlaufenden Mauer und dahinter platzierten alten Kastanien. Torpfeiler mit Prellsteinen, Schaft mit Fugenschnitt und auskragenden profilierten Kapitellen, gusseiserne Torflügel. Mauer in bossiertem Quadermauerwerk sowie einer Balustrade im Brüstungsbereich. Dahinter befinden sich mehrere alte Kastanien als Baumbestand.                | 32643574 |      |

### Einzelbaudenkmale
| Lage                                       | Bezeichnung | Beschreibung | ID       | Bild |
| ------------------------------------------ | ----------- | --- | -------- | ---- |
| Am Mühlenhope 52° 21′ 44″ N, 10° 55′ 11″ O | Windmühle   | Turmholländer aus Bruchsteinmauerwerk, Öffnungen mit Werksteineinfassungen. Kappe mit Aussichtsfenster nach Nordost, zur Südwest-Seite erhaltene Flügelwellenaufhängung, die Mühlenflügel sind nicht mehr erhalten. Unter der Kappe eine Vertikalverbretterung mit Zierschnitt. Am Mauerwerk zwei eingelassene Jahrestafeln, eine mit erhaltener Inschrift: „F. Rasch 1846“. Die Mühle wurde zu Wohnzwecken ausgebaut.                                  | 32644297 |      |
| Bergstraße 3 52° 21′ 36″ N, 10° 55′ 22″ O  | Schule      | Eingeschossiger, traufständiger kleiner Ziegelbau unter Satteldach mit südlichen Dachreiter. Südlich etwas außermittig Hauptzugang, innere Aufteilung in Lehrerwohnung und Klassenzimmer. Segmentbogenfenster, Fassade durch Ecklisenen und Ziegelziersetzung entlang der Ortgänge hervorgehoben. Schiefergedeckter Dachreiter mit kupfernen Glockenstuhl mit Wimpergen und Dreiblattmotiv, sowie polygonalem Zeltdach mit Knaufspitze und Wetterfahne. | 32644297 |      |

## Groß Twülpstedt

### Gruppe: Kirchhof Gr. Twülpstedt
Die Gruppe hat die ID 32628208. Ortsbildprägender historischer Ortskern mit Pfarrkirche des späten 15. Jh. sowie dem eingefriedetem Gelände des Kirchhofs.

| Lage                                    | Bezeichnung | Beschreibung | ID       | Bild |
| --------------------------------------- | ----------- | --- | -------- | ---- |
| Langer Berg 52° 22′ 25″ N, 10° 55′ 8″ O | Kirche      | Kirche St. Maria und St. Cyriakus Groß Twülpstedt, dreijochiger Saalbau aus Bruchsteinmauerwerk mit eingezogenem Chor und polygonaler Apsis, Langhaus unter Schopfwalmdach, die Laibungen in Naturwerkstein. Über kreuzrippengewölbter südlicher Vorhalle ein wehrhafter Turm auf quadratischen Grundriss, mit Schießscharten, Turmuhr und kupfergedecktem Knickhelm. Schiff mit unregelmäßigen Kreuzrippengewölbe auf Wandpfeilern, die Gurte enden teilweise in figürlichen Konsolen. Gewölbemalereien von um 1500. An der Nordseite des Chores eine tonnengewölbte Gruft des Helmstedter Professors Herman Conring aus dem 17. Jh. mit separatem Zugang von Osten. Acht Grabtafeln, eine davon frühmittelalterlich. | 32643701 |      |
| Langer Berg 52° 22′ 24″ N, 10° 55′ 9″ O | Kirchhof    | Kirchhof der Maria und Cyriacus als heutige Grünfläche mit Baumbestand. Auf einer Anhöhe gelegen mit einem abfallenden Gelände, früher als Ortsfriedhof genutzt. | 32643718 | BW   |

### Gruppe: Hofanlage Thieberg 6
Die Gruppe hat die ID 41860605. Kleine Hofanlage am Fuße des Thiebergs mit einem Baubestand der Mitte des 19. Jh.

| Lage                                    | Bezeichnung | Beschreibung | ID       | Bild |
| --------------------------------------- | ----------- | --- | -------- | ---- |
| Thieberg 6 52° 22′ 27″ N, 10° 55′ 10″ O | Wohnhaus    | Giebelständiger, zweigeschossiger Fachwerkbau auf verputztem Bruchsteinsockel unter Halbwalmdach. Südseite teils massiv ersetzt, ansonsten Sichtfachwerk mit gekuppelten Ständern und verputzter Ausfachung. An östlicher Giebelseite Zugang sowie eine Jahrestafel mit der Datierung „1853“ darüber. Raum- und Fachwerkgefüge weitestgehend erhalten. | 41860627 | BW   |
| Thieberg 6 52° 22′ 27″ N, 10° 55′ 11″ O | Stall       | | 41860745 | BW   |

### Gruppe: Gut Groß Twülpstedt
Die Gruppe hat die ID 32628221. Gutsanlage mit überwiegend in Bruchstein errichteten Wohn- und Wirtschaftsgebäuden der ersten Hälfte des 19. Jh. sowie einem hinten anschließendem Garten mit alten Baumbestand sowie einer Weidenfläche.

| Lage                                         | Bezeichnung  | Beschreibung | ID       | Bild |
| -------------------------------------------- | ------------ | --- | -------- | ---- |
| Coringstraße 23 52° 22′ 23″ N, 10° 55′ 12″ O | Wohnhaus     | | 32643633 | BW   |
| Coringstraße 23 52° 22′ 25″ N, 10° 55′ 13″ O | Nebengebäude | Winkelförmig nordöstlich des Grundstücks platzierte Wirtschaftsflügel. Nördlich eine langgestreckte eingeschossige Stallscheune in Bruchsteinmauerwerk, Einfahrten von der Giebel- und Hofseite aus, Segmentbogenfenster mit Sandsteineinfassungen. Errichtet um 1800. | 32643650 | BW   |
| Coringstraße 23 52° 22′ 22″ N, 10° 55′ 13″ O | Scheune      | Eingeschossige Längsscheune in Bruchsteinmauerwerk unter Satteldach in Krempziegeldeckung. Einfahrt am straßenseitigen Giebel, flankiert von zwei Fenstern. Hofseitige Einfahrt parallel zur östlichen Giebelwand, Torbogen in profilierter Sandsteineinfassung. Fenster und Tür zur nördlichen Traufseite, Öffnungen mit Sandsteineinfassungen. Inschriftenstein mit der Datierung „1807“. | 32643667 | BW   |
| Coringstraße 23 52° 22′ 24″ N, 10° 55′ 11″ O | Einfriedung  | Straßenseitige Einfriedung des Gutshofes mit einer Bruchsteinmauer, baulich verbunden mit dem Wohn- und Gesindehäusern, sowie Toreinfahren mit Pfeilern mit Prellsteinen, Fugenschnitt im Schaftbereich und auskragenden profilierten Kapitellen. | 32643684 | BW   |

### Einzelbaudenkmale
| Lage                                         | Bezeichnung | Beschreibung | ID       | Bild |
| -------------------------------------------- | ----------- | --- | -------- | ---- |
| Coringstraße 1 52° 22′ 40″ N, 10° 55′ 20″ O  | Windmühle   | Mühlentorso in nach oben verjüngender Zylinderform in Bruchstein–Schichtmauerwerk, Öffnungen mit Werksteineinfassungen. Kappe, Mühlenrad sowie technisches Innenleben nicht mehr erhalten. | 32643594 | BW   |
| Coringstraße 14 52° 22′ 25″ N, 10° 55′ 11″ O | Wohnhaus    | Traufständiges, zweigeschossiges Fachwerk-Wohnhaus auf hohem Sandsteinsockel unter Halbwalmdach in Ziegelpfannendeckung mit Aufschieblingen. Leicht außermittiger Zugang hinter zweiläufiger Freitreppe mit Hochpodest. Symmetrisches Fachwerkgefüge mit zweifeldigen Streben und einer verputzten Ausfachung. Südliche Giebelseite mit Horizontalbehang. | 32643614 | BW   |
| Langer Berg 1 52° 22′ 23″ N, 10° 55′ 10″ O   | Pfarrhaus   | Traufständiges Fachwerkgebäude auf niveauausgleichendem Sandsteinsockel unter Halbwalmdach in Ziegelpfannendeckung. Fachwerkgefüge mit zweifeldigen Streben und gestrichener Ziegelausfachung. Westliche Giebelseite in Horizontalbehang. | 32643736 | BW   |
| Langer Berg 7 52° 22′ 22″ N, 10° 55′ 6″ O    | Wohnhaus    | Eingeschossiger Massivbau in Sandstein–Schichtmauerwerk unter Satteldach in Betonpfannendeckung. Achsenmittig Zwerchhäuser. Scheitrechte Fenster mit Werksteineinfassungen, im EG mit Klappläden. Südlich Anbau mit Dachterrasse. | 32643755 | BW   |

## Klein Sisbeck

### Einzelbaudenkmale
| Lage                                       | Bezeichnung               | Beschreibung | ID       | Bild |
| ------------------------------------------ | ------------------------- | --- | -------- | ---- |
| Dorfstraße 11 52° 21′ 12″ N, 10° 54′ 39″ O | Schule                    | Zweigeschossiger Ziegelbau auf unregelmäßigen Grundriss und hohem Sandstein–Kellersockel unter Satteldach in Krempziegeldeckung. Zur Nordwestecke ein angebauter Uhren–und Glockenturm mit Knickhelm in Schieferdeckung sowie einem Klassenraum. Zur Ostseite liegt der Hauptflügel, mit straßenseitig risalitartig vortretenden Fassade, Gliederung durch Lisenen und Konsolfries an der Traufe, Dachüberstand auf durchschießenden Balken mit Zierschnitt am Ortgang. Segmentbogenfenster verschiedenen Formats, teils gekuppelt mit Werkstein–Zwischensäule. Im Südwesten späterer eingeschossiger Anbau. Am Turm eine Inschriftentafel mit „A.D. 1877“. | 32643852 |      |
| Dorfstraße 24 52° 21′ 12″ N, 10° 54′ 33″ O | Wohn-/ Wirtschaftsgebäude | Langgezogener, giebelständiger und zweigeschossiger Fachwerkbau auf niveauausgleichendem Natursteinsockel unter Halbwalmdach in Ziegelpfannendeckung. Zum Süden hin Wohnteil im symmetrischen Fachwerkgefüge mit zweifeldigen Streben und verputzter Ausfachung. Hofseitig achsenmittiger Zugang hinter Freitreppe, über dem Eingang eine Jahrestafel mit der Datierung „1853“. Zum Norden hin ausgerichteter Wirtschaftsteil, ebenfalls mit symmetrischen Fachwerk, zur Hofseite ein Dielentor mit der Datierung „1739“ im Torsturz. Südliches Giebelfeld mit Ziegelpfannenbehang.                                                                         | 32643889 | BW   |
| Dorfstraße 30 52° 21′ 11″ N, 10° 54′ 27″ O | Wohn-/ Wirtschaftsgebäude | Langgezogenes, traufständiges und zweigeschossiges Wohnhaus unter Halbwalmdach in Ziegelpfannendeckung. Am westlichen Gebäuderand eine Tordurchfahrt, Im EG zwei Zugänge. Achsensymmetrisches Fachwerkgefüge mit Ziegelsichtausfachung, östlich ein späterer Gebäudeanbau, westliche Giebelseite in Ziegelpfannenbehang. Über dem östlichen Hauszugang eine Inschriftentafel mit der Datierung „1869“. | 2643908  | BW   |
| Dorfstraße 36 52° 21′ 11″ N, 10° 54′ 25″ O | Wohnhaus                  | Zweigeschossiger gelber Ziegelbau unter Walmdach. Straßenseitiger achsenmittiger Risalit mit Frontispitz. Gurt- und Sohlbankgesimse aus profiliertem Naturwerkstein, Fassade durch Zierbänderung mit Klinkersteinen hervorgehoben, im Obergeschoss Ziersetzungen in den eingetieften Brüstungsfeldern. Drempel als ein straßenseitig floraler Relieffries mit Putten und Protomen, zur Giebelseite mit Fenstern. Dachüberstand auf floral ausgestalteten Konsolen. | 32643928 | BW   |

## Klein Twülpstedt

### Einzelbaudenkmale
| Lage                                           | Bezeichnung | Beschreibung | ID       | Bild |
| ---------------------------------------------- | ----------- | --- | -------- | ---- |
| Rotdornstraße 23 52° 23′ 7″ N, 10° 55′ 22″ O   | Wohnhaus    | Zweigeschossiger Fachwerkbau auf Sandstein-Kellersockel unter Halbwalmdach in Krempziegeldeckung. Straßenseitig ein achsenmittiger Zugang mit vorgelagerter überdachter Treppe. Symmetrisches Fachwerkgefüge mit zweifeldigen Streben, verputzte Ausfachung. Giebelseitig im Obergeschoss in den Giebelfeldern Verblendung mit Dachsteinimitat.                                     | 32643967 | BW   |
| Rotdornstraße 26 52° 23′ 8″ N, 10° 55′ 22″ O   | Wohnhaus    | Zweigeschossiger Fachwerkbau auf Sockel unter Halbwalmdach in Betonpfannendeckung. Zur Südseite ein achsenmittiger Zugang. Symmetrisches Fachwerkgefüge, teils mit gekuppelten Ständern, mit zweifeldigen Streben und verputzter Ausfachung. Westliche Giebelseite mit Ziegelsichtausfachung im Erdgeschoss, nördliche Traufseite vollständig mit vertikalen Holzbohlen verkleidet. | 32643986 | BW   |
| Hinter den Höfen 2 52° 23′ 4″ N, 10° 55′ 12″ O | Schule      | Eingeschossiger Sandsteinbau auf Sockel unter Satteldach In Ziegelpfannendeckung mit Aufschieblingen. Westliches Giebelfeld mit Zugang und werksteingefassten Fenstern. Südliche Traufseite mit Zwerchgiebel, am westlichen Dachfirst ein schiefergedeckter Dachreiter. | 32643948 | BW   |

## Papenrode

### Gruppe: Bäckerstraße 3/5
Die Gruppe hat die ID 32628269.

| Lage                                            | Bezeichnung  | Beschreibung | ID       | Bild |
| ----------------------------------------------- | ------------ | --- | -------- | ---- |
| Bäckerstraße 3 / 5 52° 21′ 58″ N, 10° 56′ 59″ O | Wohnhaus     | Zweigeschossiger Fachwerkbau auf hohem Sandstein–Kellersockel unter Halbwalmdach in Ziegelpfannendeckung. Südseitig zwei außermittige Zugänge hinter einer gemeinsamen vorgelagerten Freitreppe mit Hochpodest. Symmetrisches Fachwerkgefüge mit zweifeldigen Streben und Ziegelausfachung. Über dem rechten Eingang eine Jahrestafel mit der Datierung „1867“. | 32644055 | BW   |
| Bäckerstraße 3 / 5 52° 21′ 57″ N, 10° 56′ 58″ O | Nebengebäude | Kleiner eingeschossiger Fachwerkbau mit Bruchsteinausfachung unter Satteldach in Krempziegeldeckung. Straßenseitig ursprünglich Stalltüren, modern zu Wohnzwecken ausgebaut. | 32644073 | BW   |
| Bäckerstraße 3 / 5 52° 21′ 57″ N, 10° 56′ 59″ O | Stützmauer   | Straßenseitige Stützmauer aus Natursteinquadermauerwerk, dem Vorgarten vorgelagert. | 32690133 | BW   |

### Einzelbaudenkmale
| Lage                                                      | Bezeichnung         | Beschreibung | ID       | Bild |
| --------------------------------------------------------- | ------------------- | --- | -------- | ---- |
| Bahrendorfer Straße 52° 22′ 10″ N, 10° 56′ 5″ O           | Bockwindmühle Täger | Bockwindmühle mit ausgebauten Mühlengebäuden in Ziegelbauweise in der Sockelzone, Mühlentorso in Holzbauweise mit vertikaler Verbretterung, gewölbte Kappe mit Bitumendeckung, die Flügel des Kreuzes sind gekappt. Im Inneren zum Teil erhaltene Mühlentechnik vom Anfang des 20. Jh. | 32644021 | BW   |
| Querenhorster Straße 10 / 12 52° 21′ 53″ N, 10° 56′ 56″ O | Schule              | Eingeschossiger und giebelständiger Sandsteinbau im Schichtmauerwerk unter Satteldach in Betonpfannendeckung. Zur Nordseite achsenmittiger Zugang, zur Ostseite späterer Seiteneingang hinter Freitreppe. Gekuppelte Segmentbogenfenster mit Ziegelstürzen, in Sturzhöhe ebenfalls ein durchgehendes Ziegelzierband. Am westlichen Dachfirst ein schiefergedeckter polygonaler Dachreiter mit scheitrechten Schallarkaden, Uhr sowie polygonalem Knickhelm mit Wetterfahne. | 32644139 | BW   |

## Rümmer

### Einzelbaudenkmale
| Lage                                      | Bezeichnung               | Beschreibung | ID       | Bild |
| ----------------------------------------- | ------------------------- | --- | -------- | ---- |
| Brotweg 6 52° 22′ 52″ N, 10° 53′ 43″ O    | Wohn-/ Wirtschaftsgebäude | | 32644159 | BW   |
| Rosendamm 20 52° 22′ 52″ N, 10° 54′ 0″ O  | Doppelwohnhaus            | Traufständiger und zweigeschossiger Ziegelbau unter Halbwalmdach in Ziegelpfannendeckung. Symmetrisches Fachwerkgefüge mit zweifeldigen Streben und zweifacher Verriegelung sowie einer Ausfachung in Ziegelsichtsetzung. Hofseitig zwei Hauszugänge, Jahrestafeln in mittlere Brüstungsgefache des OGs versetzt. | 32644178 | BW   |
| Rosendamm 29 52° 22′ 52″ N, 10° 53′ 56″ O | Wohnhaus                  | Giebelständiger und zweigeschossiger Fachwerkbau auf Natursteinsockel unter Halbwalmdach in Ziegelpfannendeckung. Fachwerkgefüge mit zweifeldigen Streben und doppelter Verriegelung sowie Ziegelsichtausfachung. Leicht außermittiger nördlicher Hauptzugang, darüber Jahrestafel im Brüstungsfeld des OG.       | 32644197 | BW   |

## Volkmarsdorf

### Gruppe: Klein Sisbecker Straße 3
Die Gruppe hat die ID 32628291. Hofanlage mit in Fachwerkbauweise errichteten Wohn- und Wirtschaftsgebäuden des 19. Jh.

| Lage                                            | Bezeichnung               | Beschreibung | ID       | Bild |
| ----------------------------------------------- | ------------------------- | --- | -------- | ---- |
| Sisbecker Straße 3 52° 21′ 47″ N, 10° 53′ 12″ O | Wohn-/ Wirtschaftsgebäude | Zweigeschossiger, traufständiger unter hinterm Hof zurückgesetzter Fachwerkbau auf Sandsteinquadersockel unter Satteldach. Symmetrisches Fachwerkgefüge mit zweifeldigen Streben und doppelter Verriegelung, Ausfachung in Ziegelsichtsetzung. Unter Wohnteil kleiner Keller. Originale bauzeitliche Hauseingangstür sowie Inschriftentafel mit Datierung „1847“. Westlich Wirtschaftsteil mit außermittiger südlicher Toreinfahrt. | 32644273 | BW   |
| Sisbecker Straße 3 52° 21′ 47″ N, 10° 53′ 13″ O | Nebengebäude              | Zweigeschossiger Fachwerk-Zwischenbau unter Satteldach in Ziegelpfannendeckung. EG hofseitig massiv unterfangen, Obergeschoss mit Sichtfachwerk und Ziegelsichtausfachung. | 32644339 | BW   |
| Sisbecker Straße 3 52° 21′ 46″ N, 10° 53′ 13″ O | Scheune                   | Eingeschossiger Fachwerkflügel auf Sandstein–Quadersockel unter Satteldach in Krempziegeldeckung. Fachwerkständerbau mit dreifeldigen Streben und vierfacher Verriegelung sowie Ziegelsichtausfachung. Zur Hofseite und zu den Giebelseiten doppelflügelige Toreinfahrten, Giebelfelder in Krempziegelbehang. | 32644317 | BW   |

### Einzelbaudenkmale
| Lage                                        | Bezeichnung          | Beschreibung | ID       | Bild |
| ------------------------------------------- | -------------------- | --- | -------- | ---- |
| 52° 21′ 27″ N, 10° 51′ 59″ O                | Grenzstein           | Sundern/Rümenwiese | 32644235 | BW   |
| Hauptstraße 23 52° 21′ 50″ N, 10° 53′ 16″ O | St. Servatius–Kirche | Neugotischer Saalbau in Sandsteinmauerwerk unter Satteldach mit Westwerk. Im Osten polygonale Apsis in Quadermauerwerk mit Strebepfeilern und Sakristeianbau. Westwerk mit Sandsteinportal und Eckverzahnung, Lichtfenstern und Schallarkaden in Spitzbögen, oberer Abschluss mit gekuppelten schiefergedeckten Knickhelmen sowie einem mittigen Dachhäuschen mit Uhrenblatt. Langschiff mit gestaffelten dreibahnigen Spitzbogenfenstern mit Massivgurt, darüber jeweils ein schiefergedecktes Dachhäuschen mit Knauf. Im Inneren ein hölzernes Tonnengewölbe, eine hölzerne Orgelempore auf Holzpfeilern sowie ein kleiner Altar mit Taufstein. | 32644252 |      |
| K 40 52° 22′ 1″ N, 10° 53′ 22″ O            | Eisenbahnbrücke      | Nördlich von Volkmarsdorf die K40 überspannende Bogenbrücke aus Sandsteinquadermauerwerk sowie Futtermauern in Dreieckstrapeze, als ca. 8 Meter langer, 6 Meter breiter und fünf Meter hoher Baukörper. Brückenbahn mit Betonaufbau, sonst Originalzustand. | 32644216 |      |